# Lysionotus gamosepalus
Lysionotus gamosepalus är en tvåhjärtbladig växtart som beskrevs av Wen Tsai Wang. Lysionotus gamosepalus ingår i släktet Lysionotus och familjen Gesneriaceae. Inga underarter finns listade i Catalogue of Life.